# Lobulogobius
A Lobulogobius a csontos halak (Osteichthyes) főosztályának a sugarasúszójú halak (Actinopterygii) osztályába, ezen belül a sügéralakúak (Perciformes) rendjébe, a gébfélék (Gobiidae) családjába és a Gobiinae alcsaládjába tartozó nem.

## Rendszerezés
A nembe az alábbi 3 faj tartozik:
- Lobulogobius bentuviai Goren, 1984
- Lobulogobius morrigu Larson, 1983
- Lobulogobius omanensis Koumans, 1944 - típusfaj